# Like Gods of the Sun
Like Gods of the Sun è il quarto LP della Doom metal band inglese My Dying Bride. Il brano For My Fallen Angel è basato sul poema Venere e Adone del poeta inglese William Shakespeare.

## Tracce
1. Like Gods of the Sun – 5:41
2. The Dark Caress – 5:58
3. Grace Unhearing – 7:19
4. A Kiss to Remember – 7:31
5. All Swept Away – 4:17
6. For You – 6:37
7. It Will Come – 4:27
8. Here in the Throat – 6:22
9. For My Fallen Angel – 5:55
10. It Will Come – 5:36 *
11. Grace Unhearing – 7:05 *

- *Bonus tracks contenute nella versione digipak

## Formazione
- Aaron Stainthorpe - voce
- Andrew Craighan - chitarra
- Calvin Robertshaw - chitarra
- Adrian Jackson - basso
- Martin Powell - violino, tastiere
- Rick Miah - batteria